# Asdrúbal
Asdrúbal (em fenício: Azruba'al, lit. "a ajuda de Baal"; em latim: Hasdrubal; 245 a.C. – 207 a.C.) [carece de fontes?] foi um general cartaginês, filho de Amílcar Barca. Segundo Diodoro Sículo, depois de seu irmão Aníbal, ele foi o melhor general de Cartago.
Aníbal o deixou como comandante das tropas cartaginesas da Hispânia. Foi responsável pelo desenvolvimento de Cartagena, a Nova Cartago, próspera colônia na Hispânia.[carece de fontes?]
Travou várias batalhas na Hispânia, conseguindo recompor suas tropas mesmo após os reveses, até ser forçado a se retirar para o interior, onde conseguiu formar um grande exército e chegou até a província romana da Itália. De acordo com Diodoro Sículo, se a Fortuna tivesse ajudado Asdrúbal, os romanos não teriam conseguido lutar simultaneamente contra ele e seu irmão Aníbal. Em 207 a.C., Asdrúbal foi interceptado pelos romanos, liderados pelos cônsules Caio Cláudio Nero e Marco Lívio Salinador e foi morto na Batalha do Metauro.